# Leopoldo Fleming
Leopoldo Francisco Fleming (* 16. September 1939 in Puerta de Tierra, Puerto Rico; † 28. April 2025) war ein amerikanischer Jazzmusiker (Perkussion, Komposition, Arrangement).

## Leben und Wirken
Fleming, der aus einer Musikerfamilie stammte, wuchs zunächst in Puerto Rico, ab 1947 auf Saint Thomas und seit 1951 in New York City auf. Bereits als Kind spielte er Congas; sein Vater brachte ihm lateinamerikanische Rhythmen bei. 15-jährig begleitete er Tänzer als Perkussionist. Kurz darauf spielte er in einer Latin-Bigband, die von Red Dixon und Jesse DeVore geleitet wurde.
1965 holte Fleming Hugh Masekela in das Begleittrio von Miriam Makeba, in dem er bis Mitte der 1970er Jahre tätig war. Mit Makeba ging er international auf Tournee und war auch an ihren Alben wie Click Song oder Pata Pata beteiligt. Seit 1971 gehörte er zudem zur Band von Nina Simone, mit der er bis in die 1980er Jahre arbeitete. Weiterhin war er als Theatermusiker tätig. So war er musikalischer Leiter von LeRoi Jones’ Slaveship in Brooklyn; bei dieser Inszenierung von Gilbert Moses trat er mit Archie Shepp auf. Auch komponierte er für die amerikanische Kinder-Fernsehserie Vegetable Soup.
Zwischen 1987 und 1998 arbeitete Fleming von Wien aus, unter anderem mit Jim Pepper, Paul Zauner und Elly Wright; seit 2006 lebte er auch in Kopenhagen. Fleming spielte eigene Kompositionen mit seinem Afro-Caribbean Jazz Ensemble, das er in New York mit Karen Joseph (fl), Dinah Vero (p), Bryce Sebastien (b) und Emilio Valdés (dr, Timbales) und in Kopenhagen zunächst mit Ben Beasikov (p), Kaare Munholm (vib), Yassér Morejón (b) und Jonas Johansen (Timbales) bildete; in Kopenhagen trat er 2016 mit Ben Besiakov, Morten Grønvad (mallets, key), Yasser Pino (b) und Tony Moreaux (perc) auf. Gemeinsam mit dem Saxophonisten Christian Gonsior legte er 2012 das Album Trato común vor. Tom Lord listet 27 Aufnahmen mit Fleming zwischen 1966 und 2017.
Weiter ist Fleming auf Aufnahmen von Twins Seven Seven, Zé Carlos, Lonnie Liston Smith, Sonny Stitt, Dick Griffin sowie Jim Pepper/Amina Claudine Myers zu hören.